# Hayy ibn Yaqdhan
Hayy ibn Yaqdhan ou Ḥayy ibn Yaqẓān (arabe حي بن يقظان ; traduit en latin par Philosophus autodidactus, et en français par Le Vivant, fils de l'Éveillé ; L'Éveillé ou Le Philosophe autodidacte) est un roman philosophique écrit par Ibn Tufayl à la fin du XIIe siècle. Dans ce roman, Ibn Tufayl décrit l'éducation en autodidacte et les progrès dans la connaissance d'un être humain vivant seul sur une île inhabitée, sa rencontre avec un autre homme puis sa tentative infructueuse d'insertion dans une société humaine.

## Situation de l'œuvre
Il s'agit du premier roman philosophique dans l'histoire de la littérature ainsi que du premier roman en langue arabe dans l'Espagne islamique. Ce roman est par ailleurs l'ouvrage en langue arabe le plus traduit après Les Mille et Une Nuits.
L'auteur a emprunté les noms des trois personnages ainsi que le titre du roman à Avicenne (Ibn Sina), auteur d'une Allégorie mystique d'Hayy ben Yaqdhān, au début du XIe siècle. Cependant, malgré cette similitude, les deux histoires sont totalement différentes. Selon le traducteur Léon Gauthier, l'idée du philosophe autodidacte aurait quant à elle été empruntée à Ibn Bādja, auteur d'un Régime du Solitaire.

## Plan de l'œuvre
L'œuvre comporte cinq parties : (i) introduction de l'auteur ; (ii) origine de Hayy ; (iii) éducation de Hayy en autodidacte ; (iv) rencontre entre Hayy et Açâl ; (v) le philosophe et la société. La partie relative à l'éducation de Hayy en autodidacte constitue la plus grande partie du roman. L'éducation et les progrès de Hayy sont subdivisés en cinq phases selon des périodes de 7 ans.

## Résumé
Sur une île inhabitée au large de l'Inde, un enfant apparait sans père ni mère. Son nom, Hayy ben Yaqhân, signifie "Le Vivant, fils du Vigilant". L'enfant est recueilli par une gazelle qui pourvoie à tous ses besoins durant les premières années de sa vie. Après la mort de la gazelle et tout au long de sa vie, Hayy s'élève seul dans tous les registres de la connaissance. Il progresse des connaissances empiriques à l'intuition mystique en passant par la spéculation théorétique. Hayy découvre progressivement que le véritable sens de sa vie est de se consacrer pleinement à l'expérience du divin. Arrivé à l'âge de 50 ans, sa vie est entièrement vouée à la méditation. C'est alors qu'un homme, un théologien dénommé Açâl, débarque sur l'île à la recherche d'un lieu isolé propice à la méditation. Açâl soutient une interprétation allégorique du Coran en opposition à une lecture littérale. La rencontre entre Hayy et Açâl a lieu. Après que Açâl eût appris le langage à Hayy, les deux hommes découvrent que les vérités qu'ils ont acquises l'un par le Texte révélé, l'autre par la philosophie, concordent en tout point. Ils découvrent que la lecture allégorique du Coran est corroborée par la connaissance rationnelle du monde : la philosophie est ainsi parfaitement compatible avec une théologie fondée sur la lecture allégorique du Coran. Açâl propose à Hayy de quitter son île et de venir avec lui dans la ville d'où il est originaire pour témoigner des connaissances. Mais dans la ville d'Açâl, on lit le Coran de façon littérale et non allégorique. Les littéralistes et le plus influent d'entre eux, Salâman, ne veulent rien entendre de ce mariage entre philosophie et lecture allégorique qu'ils jugent malsain. L'entreprise est un échec. La coexistence entre la philosophie et la religion est impossible dans une société au sein de laquelle la majorité pratique une lecture littérale du Coran. Incompris et moqués par la foule, Hayy et Açâl décident de se retirer définitivement sur l'île pour se consacrer exclusivement à la méditation à l'écart de la société.

## Phases du développement de Hayy

### 0 à 7 ans
Durant les sept premières années de sa vie, Hayy est pris pris en charge par une gazelle qui pourvoie à tous ses besoins. Hayy apprend à imiter les cris des animaux, à se confectionner des vêtements, à fabriquer des outils pour pallier son infériorité naturelle et à trouver de la nourriture.

### 7 à 21 ans
Hayy a environ 7 ans lorsque survient la mort de la gazelle. Investiguant sur la cause de ce mal, il pratique l'anatomie et comprend que sa mère n'est pas le corps inerte de la gazelle. Face à l'expérience de la mort de la gazelle, Hayy opère une première distinction entre le corps et l'esprit. Il constate la différence entre un corps vivant, animé, et un corps mort, inerte. Durant cette période, il apprend également à maîtriser le feu, à cuire ses aliments et à construire des outils sophistiqués pour pratiquer la chasse.

### 21 à 28 ans
Cette période de la vie de Hayy est une première phase d'apprentissage théorique. Hayy observe que les corps dans le monde ne se comportent pas de la même manière : certains vont vers le haut tandis que d'autres vont vers le bas; certains sont chauds et secs tandis que d'autres sont froids et humides. Il apprend ainsi la distinction entre matière et forme, soit les concepts clés de la métaphysique aristotélicienne.
C'est à cette période également qu'il fait la découverte du concept d'intelligible. Hayy découvre en effet qu'il existe des éléments constituants de la réalité que l'on peut saisir intellectuellement mais qui ne sont pas perceptibles par les sens. Il opère la distinction entre connaissance sensible et connaissance intelligible.

### 28 à 35 ans
Observant les changements d'état de la matière, Hayy découvre le concept de causalité. Il établit l'existence de chaînes causales et infère ainsi la nécessité d'une cause première, d'un premier moteur.

### 35 à 50 ans
Dans cette dernière phase, Hayy s'intéresse à sa propre nature, c'est-à-dire à la nature humaine. Il constate qu'il a en lui quelque chose de divin qui ressemble à la cause première. Hayy découvre ainsi son essence spirituelle. Il s'interroge enfin sur les conséquences éthiques de cette connaissance anthropologique. Hayy conclut de ses réflexions que la vie bonne est une vie ascétique consacrée à l'expérience du divin.

## Influences littéraires de l'œuvre
Le roman philosophique Ḥayy ibn Yaqẓān a connu un grand retentissement en Occident, notamment depuis sa traduction en latin par Edward Pococke en 1671 et en anglais par George Keith en 1674.
Œuvres notoires influencées par Ḥayy ibn Yaqẓān :
- Thomas More, L'Utopie, 1516[5].
- Baltasar Gracián, El Criticón, 1651, 1653 et 1657.
- Voltaire, Contes philosophiques, entre 1714 et 1775.
- Daniel Defoe, Robinson Crusoé, 1719.
- Edgar Rice Burroughs, Tarzan, 1912.

## Traductions
La traduction en français de Léon Gauthier, parue en 1900 à Alger, a été rééditée plusieurs fois depuis, dont récemment :
- Hayy ben Yaqdhân. Roman philosophique d'Ibn Thofaîl, Alger, P. Fontana et Cie, 1900, 118 p.
- Hayy ben Yaqdhân, fac-similé sans le texte arabe de l'édition de 1936 parue à Beyrouth, Paris, J. Vrin, coll. « Vrin reprise », 1983, 190 p.  (ISBN 2-7116-0817-4)
- L'Éveillé ou Le Philosophe autodidacte, Paris, Libretto no 561, 2017, 110 p. (Rivages-Poche. Petite bibliothèque, n° 974) (ISBN 978-2-36914-349-9)

La traduction plus ancienne d'Étienne Marc Quatremère a récemment fait l'objet d'une édition  :
- Le philosophe sans maître, préface Jean Baptiste Brenet, Paris, Payot & Rivages, 2021, 215 p.  (ISBN 978-2-7436-5216-6)

## Adaptations
- Jean-Baptiste Brenet, Robinson de Guadix. Une adaptation de l’épître d’Ibn Tufayl, Vivant fils d’Éveillé, préface de Kamel Daoud, Lagrasse, Verdier, 2020.
- Séverine Auffret, Le Philosophe autodidacte, adaptation de la traduction de l’arabe par Léon Gauthier, en collaboration avec Ghassan Ferzli, Paris, Mille et une Nuits, 1999.